# 足音 (槇原敬之の曲)
「足音」（あしおと）は、1998年1月21日発売、槇原敬之19枚目のシングル。発売元はSony Records。

## 解説
アルバム『Such a Lovely Place』からのシングルカット。ジョージア提供、1998年長野オリンピック聖火リレー公式応援ソング。MVは街中のビルや電光掲示板に本曲の歌詞が浮かび上がるもの。カップリングはオフヴォーカル。

## 収録曲
作詞・作曲・編曲：槇原敬之
1. 足音
2. 足音 （Backing Track）